# Кешлак-е Зіба
Кешлак-е Зіба (перс. قشلاق زيبا) — село в Ірані, у дегестані Джаверсіян, у бахші Каре-Чай, шагрестані Хондаб остану Марказі. За даними перепису 2006 року, його населення становило 41 особу, що проживали у складі 7 сімей.

## Клімат
Середня річна температура становить 10,69 °C, середня максимальна – 29,52 °C, а середня мінімальна – -10,25 °C. Середня річна кількість опадів – 270 мм.
| Клімат поселення                              | Клімат поселення | Клімат поселення | Клімат поселення | Клімат поселення | Клімат поселення | Клімат поселення | Клімат поселення | Клімат поселення | Клімат поселення | Клімат поселення | Клімат поселення | Клімат поселення | Клімат поселення |
| Показник                                      | Січ.             | Лют.             | Бер.             | Квіт.            | Трав.            | Черв.            | Лип.             | Серп.            | Вер.             | Жовт.            | Лист.            | Груд.            |                  |
| Середній максимум, °C                         | 5,68             | 6,51             | 10,50            | 17,31            | 22,40            | 27,86            | 29,52            | 29,37            | 24,44            | 18,22            | 11,40            | 6,13             |                  |
| Середня температура, °C                       | −2,28            | −1,45            | 2,52             | 9,34             | 14,44            | 19,90            | 23,96            | 23,81            | 18,88            | 12,68            | 5,86             | 0,58             |                  |
| Середній мінімум, °C                          | −10,25           | −9,42            | −5,44            | 1,37             | 6,48             | 11,94            | 18,42            | 18,27            | 13,34            | 7,13             | 0,31             | −4,98            |                  |
| Норма опадів, мм                              | 40               | 35               | 49               | 37               | 35               | 7                | 1                | 1                | 0                | 7                | 23               | 35               |                  |
| Середньомісячна швидкість вітру, м/с          | 1.80             | 2.47             | 2.97             | 2.77             | 2.49             | 2.30             | 2.28             | 2.17             | 2.13             | 2.04             | 1.80             | 1.36             |                  |
| Середньомісячна сонячна радіація, кДж/м²·день | 9040             | 12123            | 14829            | 18264            | 22289            | 26995            | 26061            | 24114            | 21118            | 15576            | 10950            | 8953             |                  |
| --------------------------------------------- | ---------------- | ---------------- | ---------------- | ---------------- | ---------------- | ---------------- | ---------------- | ---------------- | ---------------- | ---------------- | ---------------- | ---------------- | ---------------- |
| Джерело:                                      |                  |                  |                  |                  |                  |                  |                  |                  |                  |                  |                  |                  |                  |